# روبرت إي. هيشت
روبرت إي. هيشت (بالإنجليزية: Robert E. Hecht)‏ هو تاجر أعمال فنية أمريكي، ولد في 3 يونيو 1919 في بالتيمور في الولايات المتحدة، وتوفي في 8 فبراير 2012 في باريس في فرنسا.